# Native Instruments
Native Instruments — немецкая фирма, занимающаяся выпуском музыкального программного обеспечения. Стоит у истоков революции в музыкальном производстве, которую совершило появление виртуальных музыкальных инструментов — программных модулей (плагинов), использующихся в ПО для создания музыки: Logic Studio, Steinberg Cubase, Cakewalk Sonar, Pro Tools, REAPER, Ableton Live и других.
Благодаря тщательной разработке и продуманной концепции, разработки компании завоевали признание известных музыкантов, включая Kraftwerk, Брайана Ино, Coldcut, Depeche Mode, Junkie XL, Кирка Хэммета (Metallica),  Рихарда Круспе(Rammstein) и многих других.

## История
Компания Native Instruments была основана в 1996 году в Кройцберге (Берлин) Стефаном Шмиттом, музыкантом и инженером. Годом ранее он разрабатывал микшерные пульты и, размышляя об альтернативе дорогим и громоздким синтезаторам того времени, пришел к выводу, что всё возрастающая мощность персональных компьютеров сделала идею программного синтеза реальной — современные ПК были вполне способны стать полноценными музыкальными инструментами. В паре с программистом Волкером Хинцом он разработал первый программный модульный синтезатор, названный «Generator». Используя радикально новаторский подход, Generator предоставил пользователю практически любые виды генерации звука и его последующей обработки и предложил буквально неслыханную в то время звуковую гибкость. В начале 1996 года синтезатор из идеи стал завершённым продуктом, способным генерировать звук в реальном времени на первых компьютерах Pentium. В том же году он был впервые представлен публике на музыкальной выставке Musikmesse во Франкфурте и вызвал огромный интерес. Тогда же Шмитт и Хинц регистрируют своё предприятие как «Native Instruments», а Generator выпускается как коммерческий продукт и сразу приобретает преданных пользователей-энтузиастов — продюсеров расцветающего в ту пору техно и других направлений электронной музыки.
В 1997 году к Native Instruments присоединяются ещё четыре человека, разглядевшие потенциал новой технологии, и предприятие положило свой путь от технологических пионеров к полномасштабной коммерческой компании — Native Instruments GmbH, насчитывающей шестерых акционеров и офис в Митте. Технология Generator расширяет свои творческие аспекты, интегрируя продвинутые функции семплинга. Компания разрабатывает новые виртуальные инструменты: Dynamo, Transformator и Reaktor.
С расширенной командой компания решилась на ещё одно технологическое испытание, и весной 2000 года два классических винтажных инструмента возродились в виде виртуальных: электрический орган Хаммонда модели B3, и аналоговый синтезатор Prophet-5 фирмы Sequential Circuits, получив названия «B4» и «PRO-5» соответственно. Кроме коммерческого успеха и тёплого приема у критиков эти инструменты совершили настоящий прорыв в сфере виртуального звука, получив статус профессионального оборудования у музыкантов и музыкальных изданий.
В последующие годы компания разработала множество новых инструментов, включая знаменитые семплеры Kontakt и Battery, и диджейское оборудование Traktor DJ Studio, а в 2002 году вышла на американский рынок, основав в Лос-Анджелесе филиал под названием «Native Instruments Inc».
В 2004 году Native Instruments вышла на новое направление в сфере виртуальной обработки звука с новым продуктом Guitar Rig, который изменил все прежние представления о записи электрической гитары. К концу года компания приняла на работу более семидесяти человек, расширив площадь двух своих офисов более чем в два раза. Как результат в 2005 году на выставке общества Audio Engineering Society компания занимала самое большое отделение, представив широкой публике восемь продуктов, в том числе Guitar Rig 2. С прилагавшимся к программе ножным USB-контроллером второе поколение Guitar Rig впервые вывело компанию на рынок музыкального «железа».
В 2006 году в Native Instruments приняли два решения, предопределивших как объём компании, так и её деятельность: структура компании была значительно расширена и разделена на три основных подразделения — виртуальные инструменты, программное обеспечение для гитаристов и диджейское оборудование. Отметив свой десятилетний юбилей выпуском своего первого аудиоинтерфейса Audio Kontrol 1, и нового таблично-волнового виртуального синтезатора Massive, в том же году на зимней выставке фонда NAMM компанией был представлен совершенно новый в своем роде продукт — программа-хост Kore.
Весной 2007 года компания сделала ещё один шаг к покорению диджейского рынка, выпустив Traktor Scratch — первую винил-эмулирующую систему, разработанную Native Instruments. Эта система (разработанная специально для ПО Traktor) вместе с разносторонним аудиоинтерфейсом Audio 8 DJ устанавливает новый стандарт профессиональных эмуляций винил-систем. Осенью 2007 года последовал выпуск второго поколения хоста Kore, снабженного самыми значимыми инструментами компании и ставшего полноценным решением для музыкантов и продюсеров.
В 2008 году новое поколение Traktor Scratch Pro входит в «Top 100» диджейского оборудования по версии многих специализированных изданий, а в 2009 году Traktor был признал лучшим диджейским оборудованием на 24th Annual International Dance Music Awards (IDMA).

## Некоторые продукты

### Многофункциональные продукты
- Reaktor — модульная программная среда для создания музыкальных инструментов и эффектов.
- Kore — программно-аппаратный комплекс для управления пресетами программ NI
- Traktor LE / PRO — программа для диджеев. Эмулирует до 4 дек с эффектами и многоканальный микшер.

### Обработка звука
- Vokator — вокодер с развитыми возможностями модуляции.
- Guitar Rig — процессор гитарных эффектов.
- Spectral Delay — эффект-процессор основанный на задержке разных частот спектра сигнала.

### Синтезаторы
- Absynth — полумодульный синтезатор.
- B4 — программная эмуляция электрооргана Hammond модели B3.
- FM7 и FM8 — синтезаторы, использующие технологию FM-синтеза, впервые примененную в синтезаторах Yamaha DX7.
- Massive — синтезатор, использующий таблично-волновой и аддитивный виды синтеза. Отличительными особенностями являются performer-огибающие и гибкая система управления волновыми формами осциляторов.
- Pro-53 — программная эмуляция синтезатора Sequential Circuits Prophet-5.

### Оборудование
- Maschine — грувбокс.
- Audio 4 DJ и Audio 8 DJ — мобильные 4- или 8-канальные аудиоинтерфейсы, ориентированные на диджеев.
- Traktor Scratch Pro — программно-аппаратная система управляемая пластинками с таймкодом.
- Guitar Rig Mobile — аудиоинтерфейс с возможностью эмуляции гитарного оборудования.
- Traktor Kontrol Z1, X1, S4, S2, F1, S8— программно-аппаратные системы (контроллеры), ориентированные на диджеев.

### Семплеры
- Battery — барабанный семплер.
- Kontakt — семплер, имеющий развитые возможности коммутации эффектов и обработки семплов. На основе Kontakt было построено большое количество интерфейсов для семплерных библиотек от сторонних производителей.

### Звуковые карты
Audio kontrol 1 — внешний звуковой интерфейс для записи и воспроизведения музыки на шине USB 2.0. Audio Kontrol 1 аудиоинтерфейс работает с более высокими параметрами конвертации, чем другие звуковые карты: частота дискретизации 192 кГц, разрядность 24 бит. Главная отличительная особенность продукта — назначаемые контроллеры на верхней панели. Большая ручка регулировки и три кнопки по замыслу производителя могут пригодится для управления профессиональным софтом, а также медиаплеерами.
Тип USB 2.0 / Частота дискретизации 44.1, 48, 96, 192 KHz (16, 24 бит) / Количество Inputs 2 / Количество Outputs 4 / MIDI Есть / Фантомное питание (48V) Есть / Соотношение сигнал/шум 100 dB
Komplete audio 6  — внешний звуковой интерфейс для записи и воспроизведения музыки на шине USB 2.0.
Тип USB 2.0 / Частота дискретизации 44.1, 48, 88.2, 96 kHz (16, 24 бит) / Количество Inputs 4 + 2 / Количество Outputs 4 + 2 / Цифровые I/O SPDIF MIDI Есть / Фантомное питание (48V) Есть / Соотношение сигнал/шум 98.3 dB